# Route nationale 364
Die Route nationale 364, kurz N 364 oder RN 364 war von 1933 bis 1973 eine französische Nationalstraße, die von Landrecies nach Anor verlief. Ihre Länge betrug 38 Kilometer.